# ギフテッド (漫画)
『ギフテッド』（英語: GIFTED）は、原作：天樹征丸、漫画：雨宮理真による日本の漫画。『なかよし』（講談社）にて、2022年1月号から連載中。漫画原作者の樹林伸でもある天樹が、天樹征丸名義で発表している作品。男子高校生と警察官のバディが登場し、本格ミステリーが描かれている物語。
2023年の8月12日から10月1日、10月14日から12月2日まで、東海テレビとWOWOWの共同制作により、テレビドラマが放送された。

## あらすじ
誰が人を殺したかが視える高校生の四鬼夕也と、それをもとに警視庁の若きホープ・天草那月が謎を解き明かしていく本格バディーミステリー。

## 登場人物
四鬼 夕也（しき ゆうや）
高校生で、作中が始まった時点で２年生。「視る」ことにより、殺人犯がわかる力を持っている美少年。ミステリアスな雰囲気を持ち、クールな性格をしている。
実家は四鬼神流という流派の古武術の宗家。
天草 那月（あまくさ なつき）
警視庁に務める優秀なイケメン。20歳。お調子者な性格をしている。
17歳にしてMIT大学院を首席で卒業した後に起業、その後売却し30億円もの資産を築くと警視庁に入り、20歳で捜査一課に配属されるという天才。階級は巡査。

## 制作背景
本作を執筆する作家を募集するために、「MANGAオーディション〜樹林伸プロデュース〜」を開催。そこで5か月間の審査の上、115人の中から優勝を果たした雨宮理真が作画を務めることに決定した。雨宮について、原作の天樹（樹林）は一次審査の時から「この1枚のイラストから2人のキャラククター性が伝わってくる」と評していた。最終審査は1話分のプロットをネームにし、その10ページを原稿にする方式で行われた。最終審査で雨宮は「主人公2人の重量感とバランスの良さ」や「読者を惹きつけるキャラクターの距離感と目線」などが評価されている。「ミステリー作品において死体発見のシーンはとても重要」と考える天樹は、雨宮が「下からの独特な目線で描かれている」部分について「非常に印象的」で良く、犯人を「面白く描けるとミステリー作品はさらに面白く」なるとも考えている天樹は、雨宮の「犯人の描き方」が素晴らしいと評価していた。そして優勝した雨宮による作画で本作の連載が開始となった。

## 作風
ライターの花森リドによると、本作は「どんな年齢のどんな人が読んでも『これはミステリー作品』と疑いなく言えるような本気のミステリー」が描かれており、殺人事件をテーマとした「野心的なエンターテインメント」である。花森によると「ミステリーの謎とキリっと美しい絵」が組み合わさり、「少女まんがらしいフレーバー」が漂っているという本作では、「犯人のワケあり感」や「トリックの難易度」などが絶妙に描かれている。
漫画ライターのちゃんめいによると、本作の魅力は「ミステリー作品の醍醐味とも言える謎解きの過程」である。ミステリーとしてのみならず、深みのある人間ドラマが描かれ、「フィクションとリアルの融合」が誕生している作品となっている。

## 書誌情報
- 天樹征丸（原作）・雨宮理真（漫画）『ギフテッド』講談社〈KCデラックス〉、既刊10巻（2025年8月12日現在）
  1. 2022年4月21日発売[7][講 1]、ISBN 978-4-06-527552-8
  2. 2022年7月13日発売[講 2]、ISBN 978-4-06-528552-7
  3. 2022年11月11日発売[講 3]、ISBN 978-4-06-529849-7
  4. 2023年3月13日発売[講 4]、ISBN 978-4-06-531185-1
  5. 2023年7月13日発売[講 5]、ISBN 978-4-06-532452-3
  6. 2023年11月13日発売[講 6]、ISBN 978-4-06-533869-8
  7. 2024年3月13日発売[講 7]、ISBN 978-4-06-534977-9
  8. 2024年8月9日発売[講 8]、ISBN 978-4-06-536621-9
  9. 2025年2月13日発売[講 9]、ISBN 978-4-06-538494-7
  10. 2025年8月12日発売[講 10]、ISBN 978-4-06-540444-7

## テレビドラマ
東海テレビ×WOWOW共同製作連続ドラマの第4弾として、Season1が2023年8月12日から10月1日まで「土ドラ」枠で放送された。主演は増田貴久。
同年10月14日から12月2日までWOWOWの「連続ドラマW-30」枠にてSeason2が放送・配信された。また、2024年6月8日から6月29日まで「土ドラ」枠にて地上波でも放送された。。
本稿では便宜上、Season1をS1、Season2をS2の略称で表記する。

### キャスト

#### 主要人物
天草那月〈32〉
演 - 増田貴久（幼少期：伊藤駿太）
警視庁捜査一課7係の巡査部長。卓越した推理力・洞察力を持つ。
四鬼夕也〈17〉
演 - 浮所飛貴（美 少年 / ジャニーズJr.）（幼少期：天海塁）
港学院高等学校の3年生。目視により殺人犯を判別できる能力を持つ。

#### 警視庁
竜崎美都（りゅうざき みと）〈32〉
演 - 泉里香
捜査一課7係・巡査部長。那月の同僚。
鷲巣潔（わしず きよし）〈50〉
演 - 小手伸也
捜査一課7係・警部。那月と美都の上司。
匠京太郎（たくみ きょうたろう）
演 - 片桐仁（S1第5話 - ）
鑑識課・管理官。ワシントンから帰国して早々に捜査に参加する。
烏森沙耶
演 - 黒谷友香（S2）
捜査一課特命捜査チームの警部補。
大久保正二
演 - 笠原秀幸（S2）
捜査一課特命捜査チームの巡査部長。那月と行動を共にする。
西堂武
演 - 山口大地（S2）
捜査一課特命捜査チームの捜査員。
神原勇作
演 - 高橋克典（S2）
警視庁刑事部長で捜査一課特命捜査チームの室長。警視監。

#### 四鬼家
「四鬼神流古武術」の家元。
四鬼舞歌（しき まいか）
演 - 田中麗奈（S1）
当主。夕也の亡き母。殺人事件の被害者。
タキ
演 - 竹原芳子
家政婦。夕也が幼いころから面倒を見ている。

#### 四鬼神流・四鬼
弓月兵馬（ゆづき ひょうま）〈36〉
演 - 松井玲奈
師範代。通称『風鬼』。舞台俳優。女性的外見だが男性。
林秘影（りん ひえい）〈35〉
演 - 柏原収史（S1）
師範代。通称『水鬼』。華道家で「林家フラワー」の主宰。
金田那由他（かねだ なゆた）
演 - 窪塚俊介（S1）
師範代。通称『金鬼』。一人娘がいる。舞歌殺害の重要参考人で逃走中。
長曽我部新（ちょうそかべ あらた）〈28〉
演 - 高月彩良（S1）
師範代。通称『隠形鬼』。琵琶の家元の出身で、今はロックギタリストとして活躍中。

#### 那月の関係者
天草恒河
演 - 田辺誠一（S1最終話 / S2）
那月の父。 公安部公安四課の警部。ある事件が原因で2年前に失踪している。

#### その他
八雲穂積（やくも ほづみ）
演 - 中山優馬（S2）
「千里探偵事務所」探偵。「闇の眼」という特殊能力を持っている。
高牧絵梨佳
演 - 宮本茉由（S2）
「毎朝新聞」の新聞記者。
丸岡隆
演 - 神保悟志（S2）
無職。元金券ショップ経営者。ある人物と関わったことにより、事件にも関わっていくことになる男。

#### ゲスト

##### ゲスト（Season1）

###### 第1話（S1）
稲垣剛蔵
演 - 六平直政
刺殺された富豪。
稲垣一樹（いながき かずき）
演 - 黒羽麻璃央（少年期：大石稜久）
剛蔵の息子。長男。
稲垣修二（いながき しゅうじ）
演 - 菅生新樹（幼少期：渡邉斗翔）
剛蔵の息子。次男。
稲垣拓三（いながき たくみ）
演 - 植村颯太（幼少期：濱﨑司）
剛蔵の息子。三男。
稲垣静江
演 - 大田沙也加
剛蔵の亡き妻で三兄弟の母。
麻生早紀
演 - 愛川眞生
剛蔵の愛人。
川村梨央
演 - 青羽里奈
転落死した大学生。アイドル。
土屋
演 - 大水洋介（ラバーガール）
転落死の第一発見者で通報者。
石原
演 - 黄地裕樹
制服警官。転落死現場を警備する。
男性
演 - 菊池隆志
夕也のバイトでの配達相手。
刑事
演 - 大野泰広
所轄の刑事。転落死を自殺と決めつける。
参列者
演 - 岩永ひひお
剛蔵のことを恨む葬儀の参列者。
小学生
演 - 木下瑛太、齋藤統真
那月が港学院前で相手をした小学生。

###### 第2話（S1）
林秘美子（りん ひみこ）〈28〉
演 - 堀田茜
林家華道の正統派流である表林家の家元。フラワーアートの国際大会で史上最年少で最優秀賞を受賞。百年に一人の天才華道家と言われている。
林密成
演 - 阪田マサノブ
林家華道の分派である裏林家の家元。
林秘羽我
演 - 粟島瑞丸
秘龍の弟。
林秘龍
演 - 日比野玲
表林家華道前家元。故人。
青龍、白雲
演 - 見津賢、高梨将
秘美子の付き人兼ボディーガード。
森
演 - 森香澄
林家三者合同フラワーアート祭の司会者。
七瀬かすみ
演 - 倉中るな
フラワーアート祭が行われたホテルのスタッフ。

###### 第3話（S1）
藤堂将子（とうどう しょうこ）
演 - 真飛聖
那月が大ファンの女流棋士。棋士界の女帝と称されている。
金田薫
演 - 優希美青（幼少期：長谷川晏）（最終話）
将子の付き人。那由他の娘。夕也の幼馴染。
高城歩
演 - 佐々木春香
若手棋士。第20期竜馬戦での将子の対局相手。
山井健太
演 - 坪倉由幸
歩の熱狂的なファン。ストーカー扱いされたこともある。
記者
演 - 加藤晃（東海テレビアナウンサー）
第20期竜馬戦第5局前の記者会見で代表質問を行う。
司会
演 - 村上かず
竜馬戦第5局の司会者。機材の調整のため対局の開始が遅れていることを詫びる。
スタッフ
演 - 加藤雅人
竜馬戦のスタッフ。対局直前に撮影カメラの位置を変えたことを説明する。
男性
演 - 葛目祐樹、荒川浩平
将子のアンチとファン。記者会見で歩が脅迫には屈しないと宣言したことで諍いになる。
ニュースアナ
声 - 小暮智美
『NTS NEWS』のアナウンサー。女流棋士の高城歩さんの自宅に脅迫状が送られてきたことを自身のSNSで報告したというニュースを伝える。

###### 第4話（S1）
小宮山楓
演 - 黒川智花
秋田雄大の婚約者。大手物流企業・小宮山ホールディングスの社長令嬢。
秋田雄大
演 - 佐野岳
港学院高校の化学教師。水泳部の顧問。
生駒沙耶香
演 - 工藤美桜（第1話）
夕也の同級生で彼が唯一心を開く相手。水泳部の選手として毎日早朝から練習していたが、プールで死体となって発見される。
渡辺桃子
演 - 三原羽衣
渡辺日奈子の姉。1年前に港学院高校のプールで自殺した。
渡辺日奈子
演 - 沢口愛華
渡辺桃子の妹の港学院高校3年生。姉の死に関し、秋田に不信を抱いている。
美幸
演 - 春木みさよ
生駒沙耶香の叔母。10年前に両親を交通事故で亡くした沙耶香を引き取り、育てていた。
教頭、教師
演 - 大津慎伍、古谷朋弘
港学院高校の先生たち。動揺する生徒、マスコミと保護者の対応に追われる。
保護者
演 - 白川朝海、森脇由紀
プールでの事故について教頭に詰め寄る保護者。
同級生
演 - 佳音、南璃奈
夕也の同級の女子高生。沙耶香が大会前で追い詰められていたこと、理科室で秋田先生と話し込んでいたことなどを夕也に教える。
生徒
演 - 守田竜王、北園紫音
「プールで事故だって」「溺れて死んだらしいよ」などと噂する男子学生たち。

###### 第5話（S1）
嶋和樹（しま かずき）〈16〉
演 - 林裕太
松苗高校の2年生。武蔵川の河川敷で遺体で発見された。
同級生の虎谷からいじめを受けており、それを警官の新見に助けられてから弟のように可愛がられてきた。
新見がボロボロの時計を使用しており、誕生日プレゼントとして彼のイニシャルである「SN」を刻んだ新しい時計を贈るための臨時収入が必要であったことから、バイト先で深夜にシフトに入っていた。
虎谷蒼（とらたに あお）〈17〉
演 - 宮内巽
嶋と同じ学校の同級生。2か月前に遺体で発見された。
嶋にいじめを行っていたことから、新見に首を絞めて殺害された。
安食悠斗（あじき ゆうと）〈16〉
演 - 原田夕季叶
嶋と同じ学校の同級生。一週間前に河原で遺体で発見された。:: 亡くなる1週間前に嶋からの依頼でスイスに渡り時計を購入しており、その費用を嶋からバイト先で受け取っていたが、その様子を目撃した新見が嶋に喝上げを行っていると誤解したことから首を絞めて殺害されてしまう。
新見俊輔（にいみ しゅんすけ）
演 - 井上想良
穂刈交番の巡査。嶋をいじめから助けて以来、実の弟のように可愛がってきた。
矢上浩司
演 - 清水伸
穂刈交番の所長。新見の上司。
日高孝宏（ひだか たかひろ）〈28〉
演 - 長友郁真
嶋のバイト先であるコンビニ「三津屋」の店長。18歳未満は原則として深夜に働くことはできないと知りつつも、店の人手不足に悩んでいたことから、自身の名義で深夜のシフトを組み、臨時収入が必要であった嶋に深夜勤務をさせていた。
釣り人
演 - 熊木拓矢
嶋の遺体の第一発見者。
キャスター
演 - 小早川真由
『NTS News』のキャスター。武蔵川で男子高校生の遺体発見のニュースを現場から伝える。

###### 第6話（S1）
桜沢凛
演 - 遠藤久美子（第5話）
役者。舞台「カラマーゾフのきょうだい」では長女のミーチャを演じる。
羽森優奈
演 - 吉柳咲良（第5話）
役者。舞台「カラマーゾフのきょうだい」では三女のアリーシャを演じる。
加部丈二
演 - 坂田聡
舞台「カラマーゾフのきょうだい」の演出家。
不破猛
演 - 増田修一朗
役者。舞台「カラマーゾフのきょうだい」では父親・フョードルを演じる。
葵拓人
演 - 田邉成虎
役者。舞台「カラマーゾフのきょうだい」では使用人・スメルジャコフを演じる。

###### 第7話（S1）
神崎若葉〈22〉
演 - 生駒里奈
2年前に解散したロックバンド『WILDE KATZE』（ヴィルデ・カッツェ）の元メンバー。キーボード担当。
高城竜介〈28〉
演 - 永嶋柊吾
『WILDE KATZE』の元メンバー。ドラムス担当。
衣氏田鳴海〈26〉
演 - 柿木風花
『WILDE KATZE』の元メンバー。リーダーでヴォーカル担当。刺殺される。
美和大樹〈27〉
演 - 上野一稀
『WILDE KATZE』の元メンバー。ベース担当で作詞・作曲も手掛ける。刺殺される。
堤直人〈35〉
演 - 芹澤興人
かつて『WILDE KATZE』が根城にしていたライブハウスの経営者。
倉田聡美〈25〉
演 - 森高愛
会社員。美和の殺害現場近くの防犯カメラに映っていた。実は『WILDE KATZE』ギタリストの長曽我部新の狂信的なファン。
黒崎、白石
演 - 堀海登、真辺幸星
バンド再始動にあたり、神崎若葉と高城竜介の代わりにサポートメンバーとして加入させようと衣氏田鳴海が声をかけていたミュージシャン。

###### 最終話（S1）
四鬼頼朝
演 - 和田亮太（第7話）
四鬼夕也の父親。舞歌の夫。10年前に病で亡くなる。
七瀬
演 - 長島夕貴
金田薫が働くCafe la Bagueの店員。

##### ゲスト（Season2）

###### 第1話（S2）
山田忠文〈46〉
演 - 高橋努（第6話）
「毎朝新聞」の新聞記者。絵梨佳の先輩。繁華街で刺殺される。
畑幸孝
演 - 坂本七秋
山田忠文を刺殺した被疑者。同じマンションに住んでいて、生活騒音を巡ってトラブルになっていたが、殺そうとまでは思っていなかった、と供述する。
一ノ瀬麻央
演 - 園田あいか
山田忠文の遺体の第一発見者。現場近くのキャバクラで働いていて、店のゴミを捨てようとゴミ置き場に来て遺体を発見する。
岩瀬
演 - 三浦圭祐
現場で挙動不審な八雲を拘束する刑事。
石原
演 - 大原由暉
現場で立番をしている警察官。

###### 第2話（S2）
大野弘雄〈36〉
演 - 田中佑弥
護衛ヘリの操縦を担当する警視庁航空隊のヘリコプター操縦士。自宅前で刺殺される。
野村真由子
演 - 小橋めぐみ
大野弘雄を刺殺した被疑者。弘雄と不倫関係にありトラブルになっていたが、殺したいと思ったことはなかったと供述する。
小谷野友美
演 - なえなの
刑事から聞き込みを受ける大野宅の近所に住む女子大学生。

###### 第3話（S2）
渋谷智子
演 - 川村エミコ
下丘町ビル管理人。丸岡隆に刺殺される。
刑事
演 - 森夏美（東海テレビアナウンサー）
下丘町ビル立てこもり事件の捜査にあたる捜査一課の刑事。
人質
演 - 山本愛香
下丘町ビルの店子の従業員。犯行現場で丸岡隆を目撃したことからそのまま拉致され、立て籠もりの人質にされる。

###### 第7話（S2）
橋本佳奈子
演 - 岩田恵里
外務省派遣の英語通訳。

###### 最終話（S2）
管理人
演 - 佐藤聖也（第7話）
下丘町ビルの新管理人。アントニー・ジェイムズ・ガーランド米国国務副長官の狙撃を狙っていた。
刑事
演 - Leigh C
神原夫人の交通事故死を担当したアメリカ人刑事。神原夫人が注意を怠ってハンドル操作を誤り対向車に突っ込んだ、という事故の最終報告を告げる。

### スタッフ
- 原作 - 天樹征丸（原作）・雨宮理真（漫画）『ギフテッド』（講談社『なかよし』連載）[32]
- 脚本
  - S1 - 三浦駿斗、ひかわかよ、木江恭[32]
  - S2 - 木江恭、継田淳、三浦駿斗
- 音楽 - 信澤宣明[32]
- 主題歌 - NEWS「ギフテッド」（Johnny's Entertainment Record）[8]
- 警察監修 - 石坂隆昌、松野純司
- アクション - 大道寺俊典
- 医療監修 - 山本昌督
- 将棋監修 - 渡辺和史
- 演出
  - S1 - 池澤辰也、下向英輝、室井岳人、横尾初喜[32]
  - S2 - 池澤辰也、室井岳人、最知由暁斗
- チーフプロデューサー - 市野直親（東海テレビ）、青木泰憲（WOWOW）[32]
- プロデューサー - 河角直樹（東海テレビ）、小林祐介（WOWOW）、黒沢淳（テレパック）、近見哲平（テレパック）、野田健太（テレパック）[32]
- 制作協力 - テレパック[32]
- 製作 - 東海テレビ、WOWOW[32]

### 放送日程
| 話数   | 放送日          | サブタイトル                                                                           | サブタイトル | 脚本       | 演出     |
| 話数   | 放送日          | 地上波                                                                                 | 配信         | 脚本       | 演出     |
| ------ | --------------- | -------------------------------------------------------------------------------------- | ------------ | ---------- | -------- |
| 第1話  | 2023年 08月12日 | 推理力最強天才刑事×犯人が視える高校生!三兄弟のアリバイを崩せ!                          | 三兄弟       | 三浦駿斗   | 池澤辰也 |
| 第2話  | 08月19日        | 天才刑事×犯人が視える高校生躍動!パーティで毒殺事件発生! 完全犯罪のトリックを暴け!!     | 毒の華       | ひかわかよ | 池澤辰也 |
| 第3話  | 08月26日        | 女流棋士の対決が殺人に!アリバイの鍵は女の秘密? 天才刑事の究極推理は“推し”を救うか!     | 棋譜         | 三浦駿斗   | 下向英輝 |
| 第4話  | 09月02日        | 水に潜む戦慄…呪いのプール! 同級生は殺されたのか 驚愕のアリバイ工作を完璧に暴く天才刑事 | プール       | 三浦駿斗   | 下向英輝 |
| 第5話  | 09月09日        | 連続殺人発生!鑑識が暴く防犯カメラに映らない男! 犯人にさらわれた相棒 刑事は必死の追跡!  | 追跡         | ひかわかよ | 室井岳人 |
| 第6話  | 09月16日        | 密室殺人劇の幕が開く!演出家謎の死… 俳優達の愛憎絡む舞台裏!証拠隠しのトリックを暴け!    | 密室劇       | 木江恭     | 横尾初喜 |
| 第7話  | 09月24日        | 交換殺人は不可能だ!メンバーが次々と亡くなる呪いのバンド! 完璧すぎるアリバイの謎を解け  | バンド       | 三浦駿斗   | 室井岳人 |
| 最終話 | 10月01日        | 信頼は復讐を止めるのか!?証拠が時を超えて語る衝撃の真犯人! すべての謎が明かされる!      | 掟           | ひかわかよ | 池澤辰也 |

- 第5話は『土曜プレミアム 映画公開記念ミステリと言う勿れ特別編』（21時 - 23時25分）の放送に伴い15分繰り下げられ、23時55分 - 翌0時50分に放送された。
- 第7話は「2023年ワールドカップバレーボール・女子  日本× トルコ 」（19時 - 21時24分）の中継放送延長に伴い30分繰り下げられ、翌0時10分 - 1時05分に放送された。
- 最終回は「2023年ワールドカップバレーボール・男子  日本× アルゼンチン」（19時 - 21時59分）の中継放送延長に伴い65分繰り下げられ、翌0時45分 - 1時40分に放送された。

| 話数         | ＷＯＷＯＷ放送日 | フジテレビ系列放送日 | 脚本     | 演出       |
| ------------ | ---------------- | -------------------- | -------- | ---------- |
| Episode Ⅰ    | 2023年 10月14日  | 2024年 06月08日      | 木江恭   | 池澤辰也   |
| Episode Ⅱ    | 10月21日         | 2024年 06月08日      | 木江恭   | 池澤辰也   |
| Episode Ⅲ    | 10月28日         | 6月15日              | 継田淳   | 室井岳人   |
| Episode Ⅳ    | 11月04日         | 6月15日              | 継田淳   | 最知由暁斗 |
| Episode V    | 11月11日         | 6月22日              | 継田淳   | 室井岳人   |
| Episode Ⅵ    | 11月18日         | 6月22日              | 継田淳   | 池澤辰也   |
| Episode Ⅶ    | 11月25日         | 6月29日              | 三浦駿斗 | 池澤辰也   |
| Episode VIII | 12月02日         | 6月29日              | 木江恭   | 池澤辰也   |

| 東海テレビ制作・フジテレビ系 土ドラ           | 東海テレビ制作・フジテレビ系 土ドラ                                               | 東海テレビ制作・フジテレビ系 土ドラ             |
| 前番組                                        | 番組名                                                                            | 次番組                                          |
| --------------------------------------------- | --------------------------------------------------------------------------------- | ----------------------------------------------- |
| テイオーの長い休日 （2023年6月3日 - 7月29日） | 東海テレビ×WOWOW共同製作連続ドラマ ギフテッド Season1 （2023年8月12日 - 10月1日） | あたりのキッチン! （2023年10月14日 - 12月23日） |
| おいハンサム!!2 （2024年4月6日 - 5月25日）    | ギフテッド Season2 （2024年6月8日 - 6月29日）                                     | 嗤う淑女 （2024年7月27日 - 9月21日）            |

### 講談社コミックプラス
以下の出典は講談社コミックプラス（講談社）内のページ。書誌情報の発売日の出典としている。
1. ↑  “『ギフテッド（1）』（天樹 征丸、雨宮 理真）”.   講談社. 2022年6月13日閲覧。
2. ↑  “『ギフテッド（2）』（天樹 征丸、雨宮 理真）”.   講談社. 2022年7月13日閲覧。
3. ↑  “『ギフテッド（3）』（天樹 征丸、雨宮 理真）”.   講談社. 2023年2月28日閲覧。
4. ↑  “『ギフテッド（4）』（天樹 征丸、雨宮 理真）”.   講談社. 2023年3月13日閲覧。
5. ↑  “『ギフテッド（5）』（天樹 征丸、雨宮 理真）”.   講談社. 2023年7月13日閲覧。
6. ↑  “『ギフテッド（6）』（天樹 征丸、雨宮 理真）”.   講談社. 2023年11月13日閲覧。
7. ↑  “『ギフテッド（7）』（天樹 征丸、雨宮 理真）”.   講談社. 2024年3月13日閲覧。
8. ↑  “『ギフテッド（8）』（天樹 征丸、雨宮 理真）”.   講談社. 2024年8月10日閲覧。
9. ↑  “『ギフテッド（9）』（天樹 征丸、雨宮 理真）”.   講談社. 2025年2月13日閲覧。
10. ↑  “『ギフテッド（10）』（天樹 征丸、雨宮 理真）”.   講談社. 2025年8月12日閲覧。